# Koalicija ustavnega loka
Koalicija ustavnega loka (kratica: KUL) je bilo politično zavezništvo štirih slovenskih parlamentarnih strank, ki so se uvrščale od politične levice do politične sredine. Stranke Lista Marjana Šarca, Socialni demokrati, Stranka Alenke Bratušek in Levica so želele z njo zamenjati takratno vlado Janeza Janše. Idejo je oktobra 2020 predstavil ekonomist Jože P. Damijan, ki so ga stranke podprle kot morebitnega tehničnega mandatarja.
Kasneje se je zavezništvu predružil tudi Desus. Stranke Koalicije ustavnega loka so januarja in febraurja 2021 vložile še dva predloga konstruktivne nezaupnice vladi s kandidatom za predsednika vlade Karlom Erjavcem, vendar niso zbrali potrebnega števila glasov. Na kasnejših rednih državnozborskih volitvah leta 2022, so stranke nastopile ločeno.

## Stranke
| Stranka                     | Stranka | Vodja           | Politični spekter       | Število poslancev (2022) | Evropska skupina |
| --------------------------- | ------- | --------------- | ----------------------- | ------------------------ | ---------------- |
| Lista Marjana Šarca LMŠ     |         | Marjan Šarec    | sredina do leva sredina | 14 / 90                  | ALDE             |
| Socialni demokrati SD       |         | Tanja Fajon     | leva sredina            | 13 / 90                  | S&D              |
| Levica                      |         | Luka Mesec      | levica                  | 6 / 90                   | SEL              |
| Stranka Alenke Bratušek SAB |         | Alenka Bratušek | leva sredina            | 6 / 90                   | ALDE             |

## Dogajanje

### Ozadje
Po odstopu Marjana Šarca z mesta predsednika vlade 27. januarja 2020 je razpadla njegova manjšinska vladna koalicija, ki so jo poleg LMŠ sestavljale še SD, SMC, SAB, DeSUS in zunajkoalicijska partnerica Levica, ki je v zadnjih mesecih Šarčeve vlade od dogovora odstopila. Voditelji strank koalicije so sporočili, da jih Šarec o odstopu ni obvestil in da so novico izvedeli iz medijev. Šarec je predlagal predčasne volitve in ponovno preštetje, kar se je tudi večini parlamentarnih strank zdela najverjetnejša možnost. Šarec je ob odstopu dejal, da je o skupnem nastopu s SMC na novih volitvah govoril s predsednikom stranke Zdravkom Počivalškom, kar je ta zanikal. Novo vlado je 13. marca 2020 uspelo sestaviti Janezu Janši, poleg SDS so v vlado vstopile še SMC, NSi in DeSUS.

### Pobuda
7. oktobra 2020 je ekonomist Jože P. Damijan predstavil Koalicijo ustavnega loka, v katero so se vključile LMŠ, SD, SAB in Levica. Damijan je Janševi vladi očital razgradnjo ustavne ureditve, avtoritarnost in izkoriščanje epidemije koronavirusa. Damijana so vse navedene stranke potrdile tudi kot kandidata za tehničnega mandatarja. Z začasno vlado bi državo vodili do predčasnih volitev. Ob tem so v javnost prišli tudi obrisi kadrovskega razreza, pri čemer bi Marjan Šarec (LMŠ) postal minister za obrambo, Tanja Fajon (SD) bi prevzela vodenje zunanjega ministrstva, Alenka Bratušek (SAB) bi se vrnila na čelo ministrstva za infrastrukturo, Luka Mesec (Levica) pa bi prevzel okoljski ali resor za kulturo. Koalicija KUL je napovedala prizadevanja, da na svojo stran dobi tudi koalicijske poslance, saj sami 46 glasov, potrebnih za nezaupnico, niso imeli. Damijan je vabilo v koalicijo poslal tudi strankama SMC in Nova Slovenija, ki sta ponudbi zavrnili.

### Konstruktivna nezaupnica
Pozno jeseni leta 2020 je Karl Erjavec napovedal ponovno kandidaturo za mesto predsednika stranke DeSUS. Še pred kongresom se je srečal tako z Janezom Janšo kot z Jožetom P. Damijanom. 5. decembra je bil tudi uradno izvoljen za predsednik stranke. Ob tem so se začela ugibanja, da bi Erjavec lahko postal mandatar Koalicije ustavnega loka in tako zamenjal Damijana.
Erjavec je v ponedeljek po kongresu opravil pogovor s poslansko skupino. Sporočil je, da v Janševi vladi kot minister ne bo sodeloval, saj da si v tretje tega več ne želi. Priznal je, da je vlada ustrezno uresničila zaveze iz koalicijske pogodbe, a da ga motijo stvari, ki nanjo niso vezane. V javnost so nekaj dni po Erjavčevi ponovni izvolitvi prišle informacije o njegovem aktivnem delu na izstopu iz koalicije, ki naj bi ga predlagal tudi poslanski skupini, a ga je ta zavrnila. Robert Polnar je naslednji dan potrdil, da imajo štirje poslanci pripravljene izstopne izjave iz DeSUS, če se Erjavčeve težnje ne bi umirile, saj so veljavne odločitve organov stranke velevale sodelovanje v vladi. Ob tem bi poslanci ustanovili lastno poslansko skupino nepovezanih poslancev. 17. decembra 2020 je Erjavec sklical izvršni odbor in svet stranke, ki sta se odločila za izstop iz vladne koalicije in sicer še tisti dan. Prav tako je svet stranka Erjavca podprl kot mandatarja Koalicije ustavnega loka.
Konec decembra 2020 je predsednik stranke DeSUS Karl Erjavec sporočil, da so stranke koalicije KUL dosegle soglasje, da bo mandatar Koalicija ustavnega loka, ki bo poskusila zrušiti tretjo Janševo vlado. 15. decembra 2020 je Erjavca uradno podprla Lista Marjana Šarca, 29. decembra še Socialni demokrati. Erjavec je vložitev nezaupnice napovedal za 15. januar 2021 in povedal, da pričakuje 43 poslanskih podpisov (potrebna večina je 46 poslanskih glasov). Ob tem je napovedal tudi ponovne pogovore s Stranko modernega centra, ki je koalicijo KUL in Erjavca prej že večkrat zavrnila.
Karl Erjavec je 15. januarja v državni zbor vložil nezaupnico proti 14. vladi Republike Slovenije, za katero je zbral 42 poslanskih podpisov. Podprle so ga Lista Marjana Šarca, Socialni demokrati, Stranka Alenke Bratušek in Levica, Erjavcu pa ob tem ni uspelo pridobiti polne podpore lastne poslanske skupine; podpise so prispevali Franc Jurša, Ivan Hršak in Jurij Lep, zaradi nestrinjanja z vsebino nezaupnice pa je podporo odrekel Branko Simonovič. Slednji je svojo nepodporo utemeljil s tem, da je bil zdravstveni resor v rokah DeSUS-ovega ministra Tomaža Gantarja in bi s podporo nezaupnice izrekel nezaupnico lastni stranki.
Zaradi več okužb v poslanskih skupinah opozicijskih strank je Karl Erjavec 19. januarja, dan pred glasovanjem o nezaupnici, umaknil svoje mandatarstvo, s čimer je nezaupnica propadla. Ob tem je napovedal, da jo bo ponovno vložil, ko bodo omogočeni pogoji glasovanja na daljavo. Erjavec je nezaupnico ponovno, a takrat z desetimi poslanskimi podpisi, vložil 10. februarja 2021. Glasovanje o nezaupnici je potekalo 15. februarja. Podprlo jo je 40 poslancev, 7 jih je bilo proti, 6 glasovnic je bilo neveljavnih, ostali pa glasovnic niso prevzeli. Nezaupnica s tem ni uspela.
Po propadli nezaupnici je strankarska kohezija v stranki DeSUS začela upadati. Erjavec je zato marca 2021 odstopil kot predsednik in izstopil iz stranke. DeSUS se nato kot partner v koaliciji KUL ni obdržal, saj poslanska skupina ni soglašala z vsemi zavezami.
Preostale stranke KUL so v nadaljevanju vložile več interpelacij zoper ministre; dvakrat proti Simoni Kustec in Alešu Hojsu, po eno pa proti Janezu Ciglerju Kralju, Vasku Simonitiju, Marjanu Dikaučiču in Andreju Vizjaku. Nobena interpelacija ni dobila zadostne podpore v parlamentu. Prav tako ne ustavna obtožba, ki jo je KUL vložil premierja Janšo. LMŠ, SD, Levica in SAB so 26. septembra 2021 podpisale Sporazum o povolilnem sodelovanju.

### Prihod Roberta Goloba in volitve
24. januarja je Robert Golob, eden od omenjanih vstopnikov v državno politiko, napovedal kandidaturo za predsednika stranke Zelena dejanja. Predsedniki strank koalicije KUL Marjan Šarec, Tanja Fajon, Luka Mesec in Alenka Bratušek so mu ob tem poslali vabilo na skupni pogovor.
Na državnozborskih volitvah, ki so potekale 24. aprila 2022, sta se v parlament prebili le stranki Socialni demokrati, ki prejela 7 poslanskih mest, in Levica, ki jih je prejela 5 in postali najmanjši parlamentarni stranki. Lista Marjana Šarca in Stranka Alenke Bratušek sta iz državnega zbora izpadli. Število poslanskih mest Koalicije ustavnega loka se je tako z 41 zmanjšalo na ducat. Gibanje Svoboda, ki sicer ni del KUL, je prejela 41 poslanskih mest. 
Po volitvah je Robert Golob napovedal, da bi lahko v njegovi vladi sodelovala tudi vodji izpadlih strank KUL Marjan Šarec in Alenka Bratušek. Sprva se ju je omenjalo na ministrskih mestih, kasneje pa kot možna državna sekretarja.